# Tsimanampetsotsa (jezioro)

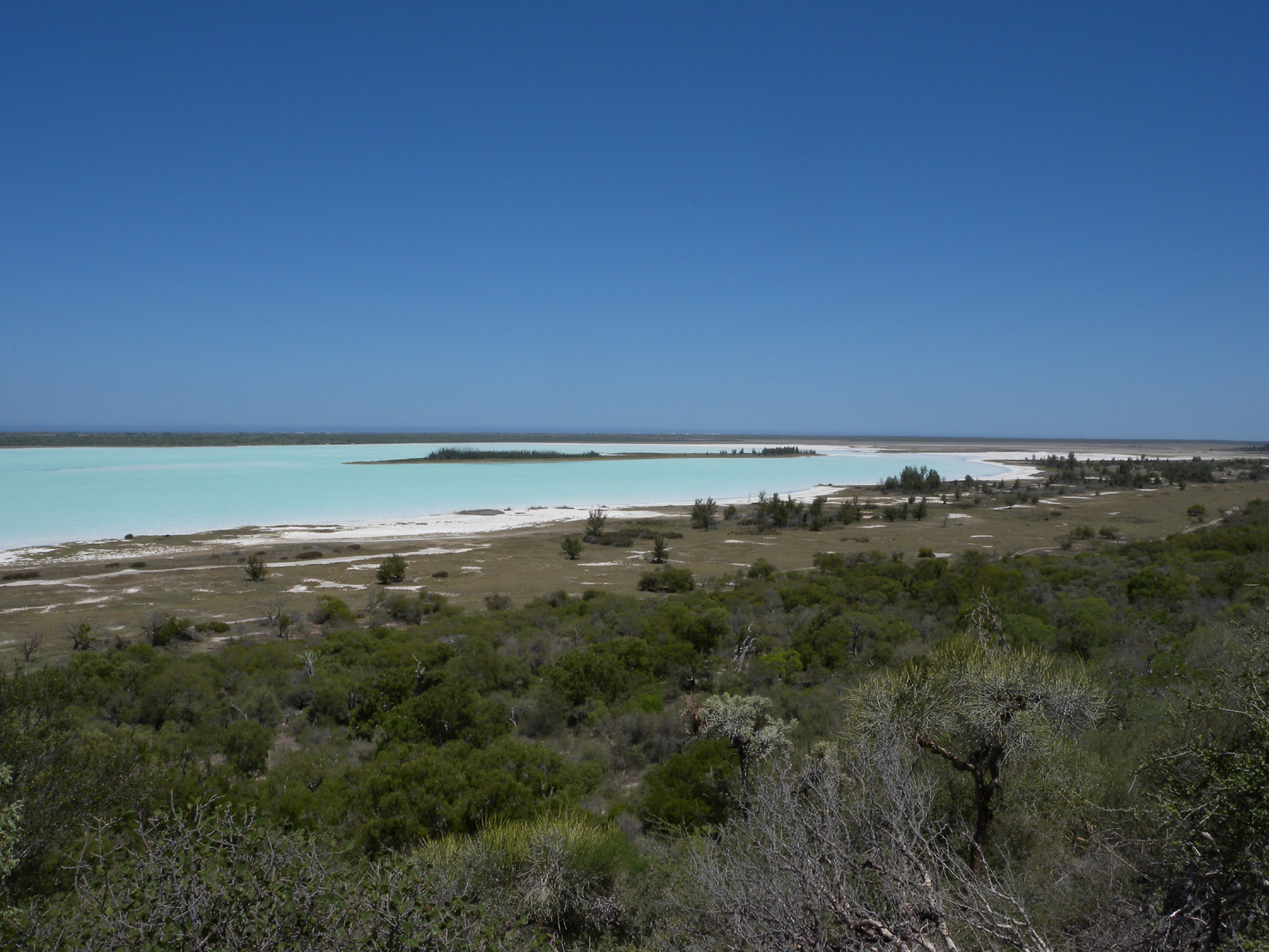
Jezioro Tsimanampetsotsa

Tsimanampetsotsa (fr. Lac Tsimanampetsotsa) − umiarkowanie alkaliczne słone jezioro w południowo-zachodniej części Madagaskaru, położone w regionie Atsimo-Andrefana. 

## Opis
Jezioro znajduje się na terenie Parku Narodowego Tsimanampetsotsa. Zostało ono 25 września 1998 roku włączone do obszarów objętych konwencją ramsarską dotyczącą ochrony obszarów wodno-błotnych o znaczeniu międzynarodowym.
Jezioro ma około 20 km długości, około 2 km szerokości i maksymalną głębokość około 2 m, przy czym wielkość zbiornika jest zmienna i uzależniona od ilości wody do niego docierającej oraz parowania.
Woda jeziora jest wysoce zmineralizowana i umiarkowanie alkaliczna (pH ~ 8,0), o stosunkowo wysokich stężeniach amoniaku i fosforanu. Stężenia soli zbliżają się do stężeń w wodzie morskiej, stając się nieco rozcieńczone w porze deszczowej. Wschodnia część jeziora otrzymuje pewną ilość słodkiej wody spływającej z płaskowyżu, w związku z czym ma stale niższe stężenia soli niż część zachodnia. Ponieważ jezioro jest stosunkowo płytkie, nawet niewielkie zmiany poziomu wody powodują dramatyczne zmiany wielkości powierzchni jeziora.
Jezioro znajduje się na obszarze o klimacie półpustynnym − temperatury w dzień są wysokie, natomiast opady są niewielkie. Położone jest obszarze najmniejszych opadów na Madagaskarze. Ilość wody w związana jest z wielkością opadów deszczu oraz z wodami podziemnymi.
Na brzegach jeziora rosną rośliny tolerujące zwiększone zasolenie, m.in. pałka południowa (Typha domingensis), rośliny z rodzaju cibora (Cyperus spp.), Salicornia pachystachya, Salsola littoralis, Atripex perrieri, Sporobolus virginicus, Paspalum vaginatum, Acrostichum aureum.
Wysokie stężenia fosforanów jest uważane za główny czynnik ograniczający różnorodność fauny wodnej. W jeziorze nie ma ryb. Natomiast występują w nim różne gatunki bezkręgowców. We wschodniej części jeziora występuje więcej gatunków niż zachodniej, prawdopodobnie z powodu stale niższych stężeń soli. Stwierdzono, że występują tu m.in.: zatoczek pospolity (Planorbis planorbis), Georissa petiti, ślimaki z rodzaju Potamopyrgus, Grandidierella mahafalensis, Halmyrapseudes thaumastocheles, pijawki z rodziny Glossiphoniidae.
W rejonie jeziora Tsimanampetsotsa zaobserwowano ponad 34 gatunków ptaków, występują tu m.in. flaming mały (Phoeniconaias minor), sieweczka madagaskarska (Charadrius thoracicus), perkozek białosmugi (Tachybaptus pelzelnii) oraz flaming różowy (Phoenicopterus roseus).